# Ctenitis speciosa
Ctenitis speciosa là một loài thực vật có mạch trong họ Dryopteridaceae. Loài này được (Mett. ex Kuhn) Alston miêu tả khoa học đầu tiên năm 1956.